# Veículo de Lançamento Mercury-Redstone
O Veículo de lançamento Mercury-Redstone (em inglês: Mercury-Redstone Launch Vehicle) foi desenvolvido para atender às necessidades do Projeto Mercury da NASA, sendo o primeiro foguete projetado para voos tripulados dos Estados Unidos. Derivado do míssil balístico de curto alcance Redstone, o Mercury-Redstone foi adaptado para transportar a cápsula Mercury em voos suborbitais.

## Desenvolvimento e características
O Mercury-Redstone foi uma modificação do míssil Redstone, originalmente desenvolvido pela Army Ballistic Missile Agency. As adaptações incluíram o alongamento do tanque de propelente, reforço estrutural e melhorias nos sistemas de controle para garantir a segurança dos voos tripulados. O foguete utilizava um motor A-7, queimando etanol e oxigênio líquido, produzindo um empuxo de aproximadamente 350 kN. 

## Missões notáveis
O Mercury-Redstone foi utilizado em várias missões suborbitais, incluindo:
- Mercury-Redstone 2: Lançada em 31 de janeiro de 1961, esta missão transportou o chimpanzé Ham, marcando um passo importante na preparação para voos humanos. [1]

- Mercury-Redstone 3 (Freedom 7): Em 5 de maio de 1961, Alan Shepard tornou-se o primeiro americano no espaço, alcançando uma altitude de 187,5 km e uma distância de 487,3 km. [2]

- Mercury-Redstone 4 (Liberty Bell 7): Lançada em 21 de julho de 1961, esta missão levou o astronauta Gus Grissom em um voo suborbital semelhante ao de Shepard. [3]

## Legado
O Mercury-Redstone desempenhou um papel crucial nos primeiros passos dos Estados Unidos na exploração espacial tripulada. Sua confiabilidade e desempenho forneceram dados valiosos que influenciaram o desenvolvimento de veículos de lançamento subsequentes. 